# Alfred Lunt Gardner
Alfred Lunt Gardner (10 de novembre del 1937 a Salem, Massachusetts) és un mastòleg estatunidenc. La seva activitat de recerca se centra en la nomenclatura i la sistemàtica dels mamífers. El 1962 es graduà en gestió de fauna salvatge per la Universitat d'Arizona, on el 1965 obtingué un màster en zoologia. El 1970 es doctorà en zoologia dels vertebrats per la Universitat Estatal de Louisiana. Des del 1973 treballa al Museu Nacional d'Història Natural, primer com a biòleg investigador i posteriorment com a conservador de la Col·lecció Nacional d'Espècimens Tipus de Mamífers.